# رنس
رَنس (به فرانسوی: Reims) نام شهری در شمال خاوری کشور فرانسه در منطقهٔ شامپاین-آردن و در ۱۲۹ کیلومتری پاریس است.
این شهر به دست گلها بنیاد  شد و در روزگار چیرگی رومیان شهر بزرگی گردید. این شهر در تاریخ فرانسه از اهمیت بسیاری برخوردار بود و تختگاه و جای تاج‌گذاری بسیاری از شاهان این کشور بود.
جمعیت خالص شهر برپایهٔ سرشماری سال ۲۰۰۸، ۱۸۸٬۰۷۸ تن برآورد شده‌است.